# 鈴木慶江
鈴木 慶江（すずき のりえ、1973年1月1日 - ）は、日本のソプラノ歌手。元東邦音楽大学特任講師。神奈川県横須賀市出身。

## 経歴
- 神奈川県立横須賀大津高等学校卒。
- 東京藝術大学音楽学部声楽科卒、同大学院オペラ科修了。
- 第29回イタリア声楽コンコルソ第1位ミラノ大賞受賞。
- 第31回V・ベッリーニ国際声楽コンクール(イタリア)にて最高位受賞。
- 2002年4月12日にNHK『スタジオパークからこんにちは』に出演し、同年12月31日に第53回NHK紅白歌合戦に出場。
- 第19回東京国際映画祭「日本映画・ある視点」部門に公式出品された映画『世界はときどき美しい』の主題歌を歌う。

### NHK紅白歌合戦出場歴
| 年度/放送回               | 回 | 曲目         | 出演順 | 対戦相手             |
| ------------------------- | -- | ------------ | ------ | -------------------- |
| 2002年（平成14年）/第53回 | 初 | 私のお父さん | 09/27  | ジョン・健・ヌッツォ |

注意点
- 出演順は「出演順/出場者数」で表す。